# Меппен (футбольний клуб)
«Ме́ппен» (нім. «SV Meppen») — німецький футбольний клуб з Меппена. Заснований 29 листопада 1912 року. Команда в цілому провела 11 років в 2-й бундеслізі.